# 宮本裕子 (アナウンサー)
宮本 裕子（みやもと ゆうこ、1978年8月25日 - ）は、フリーアナウンサー、医科学博士。結婚しているが本名は非公表。

## 来歴・人物
宮崎県延岡市生まれ。東京都足立区育ち。身長155cm、血液型はO型。特技はラクロスなど。サッカー4級審判員の資格を所持。東京アナウンスセミナー修了。
学習院大学法学部政治学科卒業後の2001年、山梨放送（YBS）に入社した。2006年3月まで主にテレビのニュース番組を担当していた。同年4月末日をもってYBSを退社した。同年8月から三桂に所属し、TBSテレビの情報番組のリポーターを担当していた。
2008年11月3日に結婚したことを、自らのブログ内（同月9日）で公表している。
2018年3月23日に医科学博士号を取得したことを公表している。

## 担当番組

### YBS時代の担当番組
テレビ
- ただいま☆☆（2002年4月 - 2004年3月）

料理をメインにした情報番組。ナース姿を披露した事も。
- 山梨の朝（2001年7月 - 2002年3月）
- 山日YBSワイドニュース（18:17 - 19:00 月 - 金／2004年4月 - 2006年3月、土／2003年4月 - 2004年3月）
- 山日YBSニュース（平日11:44 - 、15:50 日替わりで担当)
- 山日YBSニュース深夜便（月 - 木、24:50 - 、金、24:30 -  日替わりで担当、火曜深夜の場合が多かった）
- 朝だ!生です旅サラダ（山梨県内からの中継、2001年 - 2004年）
- ニュースの女王決定戦（2003年）

ラジオ
- 大柴堅志のらじおじサンデー（2001年5月 - 2003年3月）
- ランチリクエスト

### フリー転身後の担当番組
- 2時ピタッ!（TBSテレビ、14:00 - 14:55 月・木／2006年8月 - 9月）
- ピンポン!（TBSテレビ、2006年10月 - 2008年9月）
- 中西哲生のなでしこ応援団（文化放送、2008年4月 - ？）
- 週刊ほくとニュース（北杜市・NNS日本ネットワークサービス、? - 2024年3月）
- なるほど、いいね！いきいきルーティーン（YBSラジオ ラララ♪モーニング内コーナー、2024年11月4日 - ）